# Maridatge
El maridatge era un impost directe que gravava tots els focs i era destinat a pagar les despeses del casament de les infantes o filles del rei. Al segle xiv, ja s'havia sol·licitat ocasionalment a les ciutats i viles reials un subsidi arran d'algun casament. El 1419, els focs de l'Església també hagueren de contribuir al maridatge. Fou, però, Ferran el Catòlic qui, el 1493, ordenà taxar el maridatge segons el darrer fogatjament (menys el deu per cent). S'ha conservat i publicat la col·lecta del maridatge de l'any 1496, en relació amb el bisbat d'Urgell.